# Schwarzer Peter

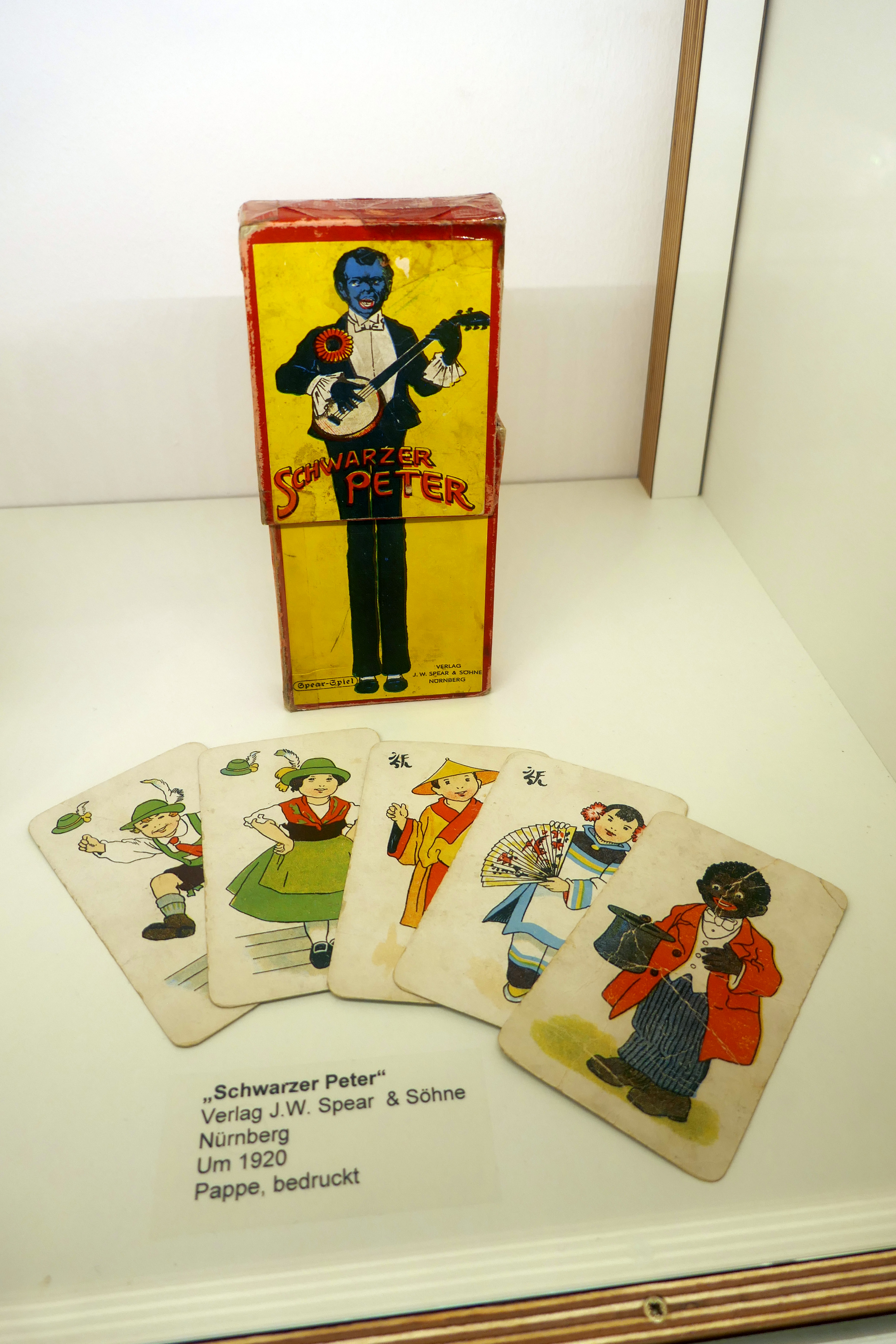
Schwarzer-Peter-Spiel (um 1920)

Schwarzer Peter ist neben Quartett eines der am weitesten verbreiteten Kartenspiele für Kinder. Es ist ein Negativspiel: Wer die namensgebende Karte nicht weitergeben kann, hat verloren.

## Herkunft des Namens und Darstellung
Der Name Schwarzer Peter erinnert möglicherweise an einen Zeitgenossen und Kumpan des Schinderhannes, den Räuber Johann Peter Petri, der auch unter dem Namen „der alte Schwarzpeter“ oder „Schwarzer Peter“ bekannt war und das Spiel in seinen Gefängnisjahren ab 1811 erfunden haben soll; der Ursprung des Spiels ist aber höchstwahrscheinlich älter.
Bei den ursprünglichen Regeln waren fast immer die Buben von einem Kartenspiel ausgeworfen, außer der Pikbube, der als "Schwarzer Peter" genannt war. Der, der den schwarzen Peter endlich bekommt, hat verloren und "wird mit einem angebrannten Korck einen Strich auf das Gesicht gemacht."
Mit dem Beginn des deutschen Kolonialismus wurden zeitweise karikierende Darstellungen schwarzer Menschen üblich, ein anschauliches Beispiel für Alltagsrassismus. Aber meistens sind andere Motive – wie ein Clown, eine schwarze Katze oder ein Schornsteinfeger –  dargestellt.

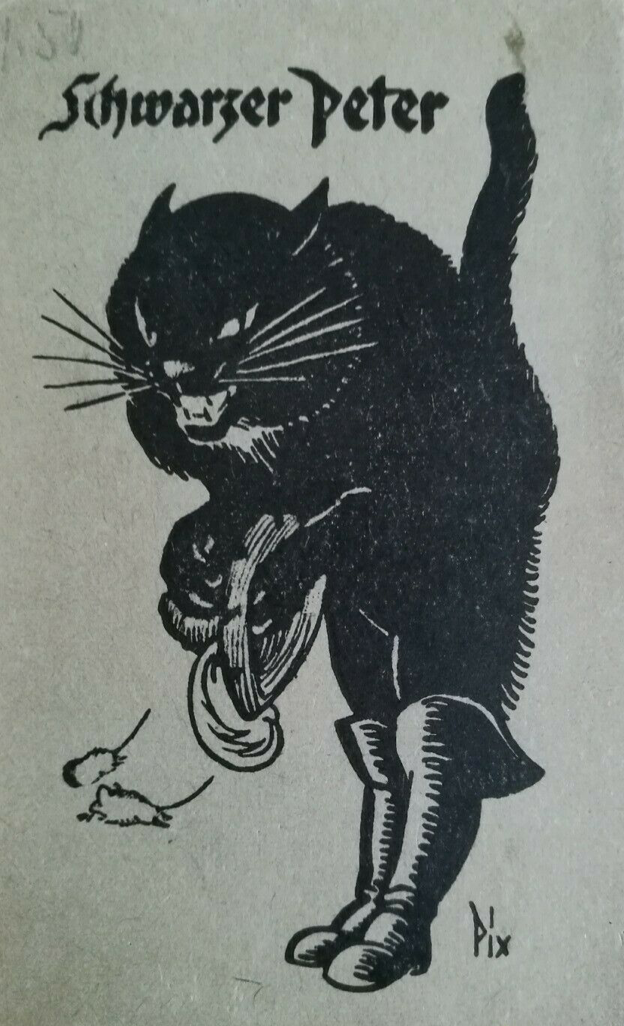
„Schwarzer Peter“ (1919)

1919 entwarf der Grafiker Otto Pech für die Altenburger Spielkartenfabrik seine deutschlandweit bekannte Tierkartenserie Schwarzer Peter mit 32 Karten plus der Peterkarte (wahrscheinlich angelehnt an die Anzahl der Spielkarten eines Skatblattes), die bis heute von der Altenburger Spielkartenfabrik hergestellt wird.
Mit „Schafkopf“ war einst im Hessen auch das Kartenspiel Schwarzer Peter gemeint.

## Entstehung

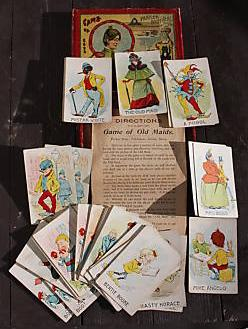
Old Maid

Der Ursprung von Schwarzer Peter, Old Maid (englisch Alte Jungfer) oder Vieux garçon (französisch Alter Knabe) ist wohl in einem einfachen Glücksspiel zu suchen, bei dem es darum geht, einen Verlierer zu bestimmen, der die nächste Runde Getränke zu bezahlen hat (vgl. Trinkspiel).
Man verwendet ein Paket zu 32 Blatt französischer Karten und entfernt daraus bei Old Maid die Herz-Dame oder bei Vieux garçon einen Buben, mischt, lässt abheben und verteilt die Karten gleichmäßig unter den Spielern. Hat ein Spieler ein oder mehrere Paare, z. B. zwei Siebener oder zwei Könige, so legt er diese offen ab. Hat ein Spieler drei Karten vom gleichen Rang, so darf er zwei davon ablegen. Die Farben sind ohne Bedeutung. Gespielt wird wie bei Schwarzer Peter. Der Spieler, der zuletzt mit einer einzelnen Dame bzw. einem einzelnen Buben übrig bleibt, ist die Old Maid oder der Vieux garçon und muss die nächsten Getränke bezahlen.

## Die Regeln
Schwarzer-Peter-Spiele bestehen meistens aus 31, 33 oder 37 Karten, nämlich dem Schwarzen Peter und 15, 16 bzw. 18 Kartenpaaren. Anstelle von speziellen Spielkarten kann man aber ebenso gut ein Paket traditioneller Karten mit einem Joker oder einem Pik-Buben verwenden, wobei der Kreuz-Bube entfernt werden muss. Am Spiel können beliebig viele Mitspieler teilnehmen, zumindest aber zwei. Die Karten werden gemischt und gleichmäßig an die Spieler verteilt. Findet ein Spieler in seinem Blatt ein Paar, d. h. zwei Karten mit demselben Eckzeichen, so legt er diese sofort ab.
Nun beginnt das Kartenziehen: Das jüngste Kind oder das Kind, das die meisten Karten hält, oder der Spieler links vom Geber zieht nun aus dem Blatt seines linken Nachbarn eine Karte und steckt sie zu seinem Blatt. Kann er mit dieser Karte ein Paar bilden, so legt er dies ab. Sodann ist der linke Nachbar an der Reihe und spielt in gleicher Weise. Auf diese Art setzt sich das Spiel so lange fort, bis alle Paare abgelegt und einem Spieler als einzige Karte der Schwarze Peter in der Hand bleibt. Dieser Spieler ist Schwarzer Peter und erhält die vereinbarte „Strafe“, wie etwa einen schwarzen Punkt auf Stirn, Nase oder Wange.

### Variante mit Skatspiel
Man benutzt ein Skatspiel mit 32 Karten. Die Karten mit gleichem Wert und gleicher Farbe (schwarz oder rot) bilden ein Paar. Eine Karte wird herausgenommen (normalerweise der Kreuz-Bube oder Eichel-Unter), so dass dieses Paar nicht mehr vollständig ist. Die übriggebliebene Karte ist der Schwarze Peter. Die herausgenommene Karte kann aufgedeckt werden, muss aber nicht. Nun beginnt das Kartenziehen, siehe oben.

### Variante mit zwei Spielern
Da das Spiel zu zweit relativ langweilig ist (bei jeder gezogenen Karte außer dem Schwarzen Peter kann man ein Paar ablegen) und man sehr viele Karten erhält, empfiehlt sich folgende Variante: Jeder Spieler erhält eine feste Anzahl Karten, z. B. sechs (die können auch kleine Kinder noch gut halten). Die erste Karte wird vom Stapel gezogen, danach wieder abwechselnd vom Mitspieler. Kann einer ein Paar ablegen, ziehen beide Spieler eine Karte vom Stapel nach.

## Namen in anderen Ländern

Zwarte Piet (1953)

Italienische Kinder spielen Asinello (Eselchen). In Schweden heißt das Spiel Svarte Petter, in Ungarn Fekete Péter und in den Niederlanden ist es als Zwarte Piet bekannt. Dies ist dort gleichzeitig der Name des Helfers des heiligen Nikolaus, ähnlich Knecht Ruprecht oder Krampus im deutschsprachigen Raum.

## Redewendung
Die Redewendung „jemandem den Schwarzen Peter zuschieben“ bedeutet, Unannehmlichkeiten, ein unliebsames Problem, eine Schuld oder die Verantwortung auf diese andere Person abzuwälzen.